# Lophopogon
Lophopogon Hack. é um género botânico pertencente à família Poaceae.